# Речицкий краеведческий музей

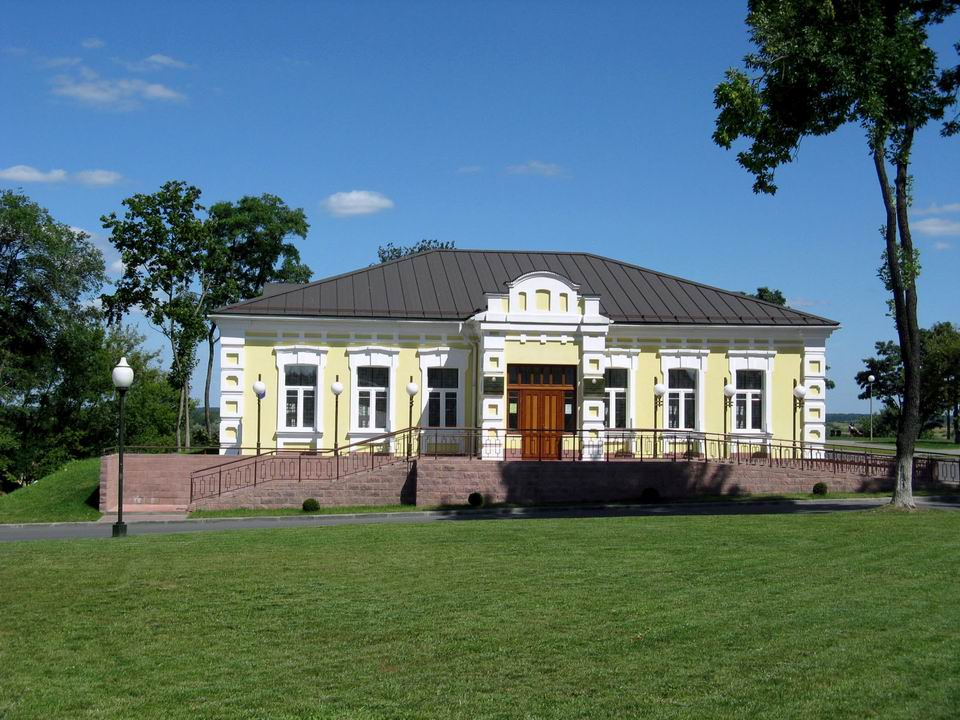
Картинная галерея имени Александра Исачёва в г. Речица.

Речицкий краеведческий музей (бел. Рэчыцкі краязнаўчы музей) — музей в городе Речица Гомельской области Республики Беларусь. Основан 3 мая 1952 года.

## Описание
Музей основан 3 мая 1952 года. Для посетителей музей был открыт 5 ноября 1954 года. Фонд в то время насчитывал 1000 экспонатов, экспозиция размещалась в одном зале, где был создан отдел социалистического строительства. В первый год экспозицию посетило более 40 тысяч человек. Упразднён в 1962 году. Вновь открыт в 1964 году.
На начало 1980-х годов собрание музея состояло из 25 тысяч предметов и имело коллекции: естественнонаучных материалов, археологическая (предметы Милоградской культуры и др.), этнографическая (белорусская национальная одежда), предметы труда и быта крестьян Речицкого уезда; вещевые, фото- и документальные материалы по истории края. Экспозиция размещалась на 297 кв. м. в трёх залах: Природа края, Дореволюционное прошлое края, История края советского периода.
С 30 января 2007 года Речицкий краеведческий музей получил статус юридического лица и стал именоваться учреждением культуры «Речицкий краеведческий музей».
С 2012 года в мае музей принимает участие в Международной акции «Ночь в музее», в рамках которой сотрудниками музея предлагаются различные мероприятия: выставки, мастер-классы, квест-экскурсии, концерты.
В 2013 году, к празднованию 800-летнего юбилея Речицы, в музее был установлен макет Речицкого замка, дающий яркое представление о Речице в период XVII столетия.
На 2012 год — 30031 единица хранения. Собраны коллекции археологии, нумизматики, фалеристики, живописи, предметов труда и быта крестьян Речицкого края, белорусской национальной одежды, ткачества, фотографий, документов. В экспозиционных залах «Древняя история края» , «Речица на рубеже XIX—XX вв.» «Великая Отечественная война», «Советский период и новейшее время», «Наши земляки», «Этнография» «Природа края»  представлены материалы, характеризующие историю Речицкого района, начиная с VI тысячелетия до н. э. и до современности.

## Филиал
- Картинная галерея имени Александра Исачёва в г. Речица[4].
- Ровенскослободский историко-мемориальный музей «Память» в аг. Ровенская Слобода[5].

## Экспозиции
Экспозиционная площадь музея — 359 м².
Отделы
- «Древняя история» — охватывает период от среднего каменного века (мезолитическая стоянка у деревни Береговая Слобода) до конца XIX — начала XX веков.
- «Этнография» — состоит из трех залов: «Народные промыслы и ремесла», «Хата белорусского крестьянина», «Белорусская народная икона».
- «Речица на рубеже XIX — XX веков» — представлен редкими фотографиями, оригиналы которых хранятся в фондах музея.
- «Советского периода и новейшего времени» — представляет собой интересный комплекс материалов, начиная с установления Советской власти до современности.
- Отдел, посвященный Великой Отечественной войне, — экспонируются газеты, документы, государственные награды и личные вещи руководителей и рядовых участников войны.
- «Природа края» — дает полное представление о животном мире нашего края: в диорамах отдела экспонируются чучела обитателей лесов, полей, болот.
- Экспозиция, посвящённая Герою Советского Союза В. Массальскому.

В фондах музея хранятся материалы, посвящённые М. Ф. Турчинскому, Н. Яроцкому, П. А. Ульянову и др.